# Sächsisches Taufgelöbnis

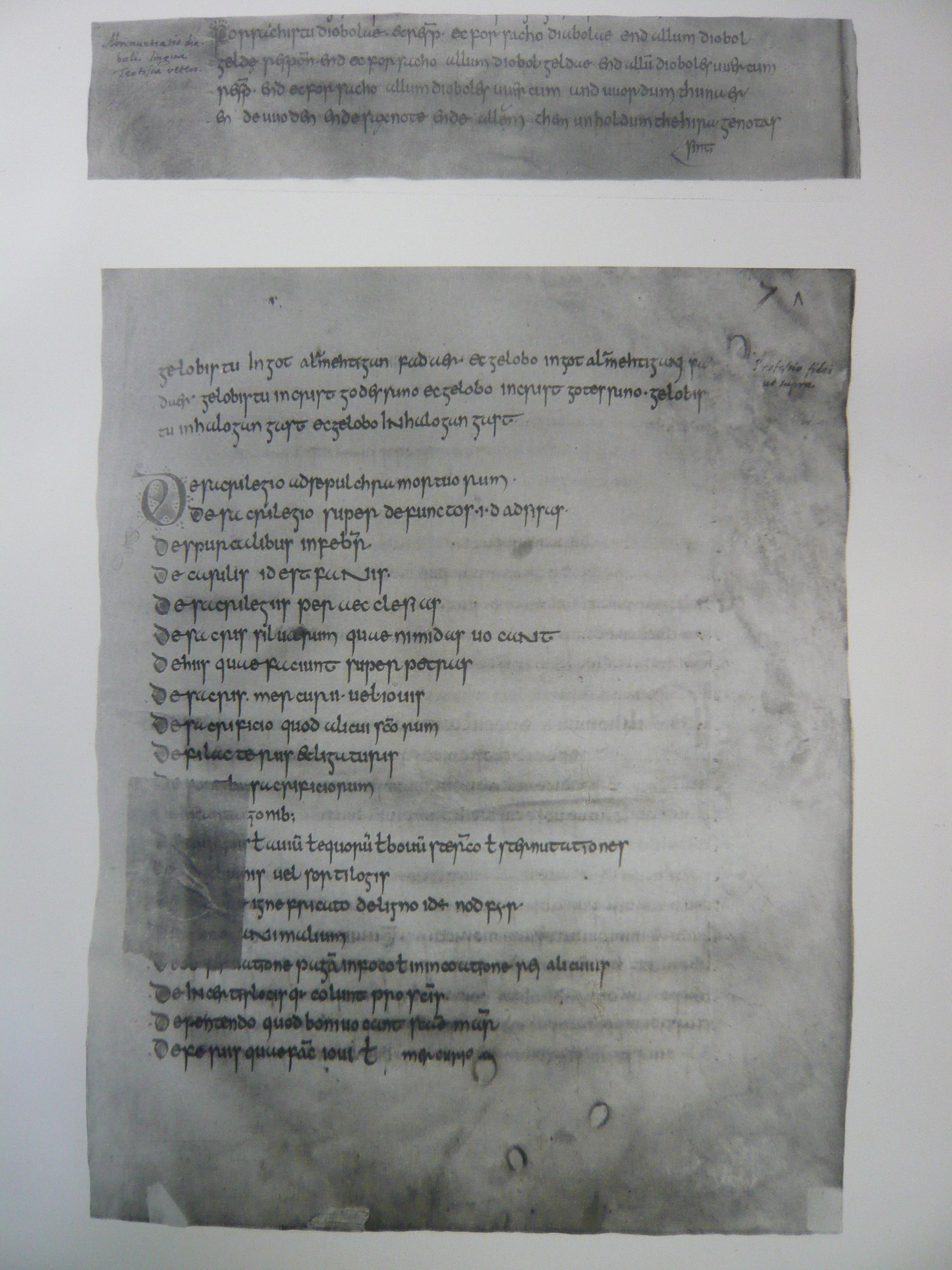
Handschriftenfaksimile

Das Sächsische Taufgelöbnis (auch Utrechter Taufgelöbnis) ist eines der frühesten Beispiele volkssprachlicher westgermanischer christlicher Texte.

## Historischer Kontext
Der gebräuchliche Name des Textes, der ursprünglich keinen Titel hat, ist eine Konvention des 19. Jahrhunderts und weist auf die vermutete Zielgruppe hin, die heidnischen Sachsen, die kurz bevor der Text geschrieben wurde in den Sachsenkriegen (772–804) von Karl dem Großen unterworfen worden waren.
Der Erfolg der mit den Sachsenkriegen einhergehenden Christianisierung und Missionierung hing auch von der Übermittlung grundlegender Glaubensinhalte des Christentums, wie sie das Taufgelöbnis vermittelte, ab. Das Taufgelöbnis verlangte die Unterwerfung des Täuflings unter den christlichen Gott. Der Täufling hatte sich gegen den Teufel und die tradierten heidnischen germanischen Gottheiten Donar, Wodan, Saxnot zu wenden und seinen Glauben in Gott den Vater, Christus und den Heiligen Geist zu bekunden.

## Sprache
Der Text des Taufgelöbnis weist Merkmale mehrerer Sprachen auf und seine Kategorisierung ist schwierig. Obwohl viele Autoren den Stil und die Formeln des Textes als typisch für die britische oder angelsächsische Missionstradition betrachten, glaubt nur eine Minderheit der Wissenschaftler, dass der Text hauptsächlich in Altenglisch verfasst ist. Maurits Gysseling hielt es für wahrscheinlich, dass der Originaltext entweder in Latein oder Altenglisch von einem angelsächsischen Missionar verfasst wurde und dann an eine lokalere Ausdrucksweise angepasst wurde. Er hielt den Text für zu kurz und die Zahl spezifischer Merkmale für zu gering, um zwischen Altniederländisch und Altsächsisch zu unterscheiden. Er hielt jedoch einen altniederländischen Ursprung für wahrscheinlicher, da das Missionszentrum Utrecht in dieser Zeit eine entscheidende Rolle bei der Bekehrung des heutigen Nordwestdeutschlands spielte. Arend Quak kam ebenfalls zu dem Schluss, dass das Textkorpus zu klein sei, um zwischen den beiden Sprachen weiter zu differenzieren, hielt aber Altsächsisch aufgrund der expliziten Bezugnahme auf einen sächsischen Gott für wahrscheinlicher; daher auch die Wahrscheinlichkeit eines sächsischen Autors, der mit der Gottheit vertraut gewesen sein muss. Achim Masser ging davon aus, dass der Text entweder in Altniederländisch oder Altsächsisch verfasst wurde.
Unumstritten ist die Sichtweise, dass das Taufgelöbnis irgendwann einmal in Süddeutschland abgeschrieben wurde, da der Text einige hochdeutsche Eigenheiten aufweist, die dem Gesamttext fremd sind.

## Überlieferung
Das Taufgelöbnis ist in einer einzigen Handschrift überliefert. Diese wird in der Vatikanischen Bibliothek in Rom in einem Sammelband gemischten Inhalts, im Codex Palatinus Latinus 577 verwahrt, der wahrscheinlich in Fulda angefertigt und von da nach Mainz, wo er sich im Jahre 1479 befand, später in die Bibliotheca Palatina nach Heidelberg und zuletzt 1623 mit dieser nach Rom gekommen ist. Direkt darunter findet sich der Indiculus superstitionum et paganiarum, diese Zuordnung wurde auch bei der Edition der Monumenta Germaniae Historica beibehalten.
| Der Volltext: Forsachistû diabolae? et respondet: ec forsacho diabolae. end allum diobolgeldae? respondet: end ec forsacho allum diobolgeldae. end allum dioboles wercum? respondet: end ec forsacho allum dioboles wercum and wordum, Thunaer ende Wôden ende Saxnôte ende allum thêm unholdum, thê hira genôtas sint. Gelôbistû in got alamehtigan fadaer? ec gelôbo in got alamehtigan fadaer. Gelôbistû in Crist, godes suno? ec gelôbo in Crist, gotes suno. Gelôbistû in hâlogan gâst? ec gelôbo in hâlogan gâst. | Deutsche Übersetzung: Sagst du dem Teufel ab? und er soll antworten: ich schwöre dem Teufel ab. und allem Teufelsdienst? er soll antworten: und ich schwöre allem Teufelsdienst ab. und allen Teufelswerken? er soll antworten: und ich schwöre allen Teufels-Werken und Worten ab, Thunaer und Wôden und Saxnôte und allen Dämonen, die ihre Genossen sind. Glaubst du an Gott, den allmächtigen Vater? ich glaube an Gott, den allmächtigen Vater. Glaubst du an Christus, Gottes Sohn? ich glaube an Christus, Gottes Sohn. Glaubst du an (den) Heiligen Geist? ich glaube an (den) Heiligen Geist. |